# Atomosia argyrophora
Atomosia argyrophora là một loài ruồi trong họ Asilidae. Atomosia argyrophora được Schiner miêu tả năm 1868. Loài này phân bố ở vùng Tân nhiệt đới.